# Cascade de San Rafael
Pour les articles homonymes, voir San Rafael.
La cascade de San Rafael (en espagnol La Cascada San Rafael) est une chute d'eau disparue le 2 février 2020 (selon l'observatoire de la terre de la NASA), autrefois plus haute chute d'Équateur.

## Description
D'une hauteur de 150 m, la cascade était localisée sur la rivière Coca dans la réserve écologique de Cayambe Coca. Elle était la plus haute chute d'eau du pays. La largeur de la chute d'eau était de 14 mètres, et son débit moyen estimé à 400 m³/s. La cascade se situe sur la frontière entre la cordillère des Andes et l'Amazonie.
Les eaux de la cascade trouvent leur source dans la confluence des rivières de Quijos et El Salado. L'eau de la cascade chutait dans le canyon d'un stratovolcan actif. 
Le site World Waterfall Database classait la cascade de San Rafael 24ème plus grande chute d'eau au monde.
Les chutes étaient une attraction touristique importante avec 30 000 visiteurs enregistrés en 2019,.

## Disparition

### L'effondrement
Le 2 février 2020, un effondrement brutal se produit. La cascade, qui enjambait une barre rocheuse, passe désormais dessous. Il se forme en lieu et place de la cascade, une arche naturelle.
Selon le géologue Alfredo Carrasco, l'effondrement du lit a pu être provoqué par les fortes activités sismiques et volcaniques qui caractérisent l'activité topographique de la région.
Plus simplement, la disparition de la cascade peut s'expliquer par l'histoire de sa formation : la vallée du rio Coca a été barrée par une coulée de lave du volcan Reventador, créant un lac en amont, la cascade au niveau de la coulée de lave. Puis deux processus ont lieu :
- en amont, la sédimentation dans la retenue nouvellement créée vient progressivement remonter le niveau du fond du lac. Avant l'effondrement de la cascade, la retenue est entièrement atterrie.
- en aval, la puissance de la cascade (150 mètres de haut pour un débit de 400 m³/s en moyenne, soit ~600 MW) provoque un affouillement. Cet affouillement finit par créer un phénomène de renard hydraulique, qui a provoque l'effondrement de la cascade.

Cet événement géomorphologique exceptionnel a donné lieu a diverses explications tenant plus du complotisme que de l'explication rationnelle, d'autant plus que la cascade se trouve à une vingtaine de kilomètres en aval de la plus grande centrale hydroélectrique d'Équateur, centrale controversée dans le contexte politique très polarisé des années Correa. Ainsi, selon Emilio Cobo, coordinateur du programme pour l'eau en Amérique du Sud à l'UICN, « une cascade qui existe depuis des milliers d'années ne s'effondre pas, par coïncidence, quelques années après l'ouverture d'un projet hydroélectrique. Ce sont des processus qui sont dans des articles scientifiques et il y a suffisamment de preuves qu'un barrage peut provoquer des effets de ce type sur une rivière ».

### Conséquences
Au lendemain de l'effondrement de la cascade commence un processus d'érosion régressive de la vallée du rio Coca, qui reprend son niveau de fond d'avant son obstruction par la coulée de lave, soit donc sur 150 mètres de hauteur.
Les conséquences ne se font pas attendre : après un mois, l'érosion régressive remonte de 1 kilomètre. Le 7 avril, l'oléoduc transéquatorien, qui transporte le brut de l'Amazonie vers le port d'Esmeraldas sur la cote pacifique, est emporté par un glissement de terrain, provoquant une pollution à l'aval. Le 16 mai, l'érosion régressive remonte sur 2,5 km. Le 22 août, c'est la voie interprovinciale reliant les Andes à l'Amazonie qui est emportée.
En janvier 2021, l'arche naturelle formée le 2 février 2020 s'effondre à son tour, créant un barrage naturel et interrompant pendant quelques heures le flux du rio Coca.
Un an après l'effondrement, l'érosion régressive remonte sur 7,6 km. Elle a détruit plusieurs maisons, un oléoduc et une route interprovinciale. Elle menace à court terme de nombreuses habitations et un barrage sur le rio Coca, alimentant la centrale hydroélectrique de Coca Codo Sinclar qui fournit 30% de l'électricité du pays.
Au mois de mai 2021, l'érosion régressive reprend, à la suite d'un épisode de forts débits. Le 20 mai, elle n'est plus qu'à 9.7 km du barrage, et un pont permettant l'accès aux ouvrages menace de s'effondrer.
Fin 2021, alors que la distance n'est plus que de 7,9 km, le gouvernement équatorien fait appel au corps des ingénieurs de l'armée des États-Unis (USACE) pour donner une "assistance technique pour réduire l'érosion régressive et la sédimentation progressive et leurs impacts sur les opérations du complexe hydroélectrique Coca Codo Sinclar"
Le 31 janvier 2022, on déplore une nouvelle rupture de l'oléoduc dans le secteur de piedra fina, avec un nouveau déversement de brut dans le rio Coca.
Le 22 février 2023, le pont sur le rio Marker, un affluent du rio Coca, portant la voie interprovinciale entre Quito et Lago Agrio, s'effondre, avec une nouvelle interruption de l'oléoduc.